# Fritz Zollinger

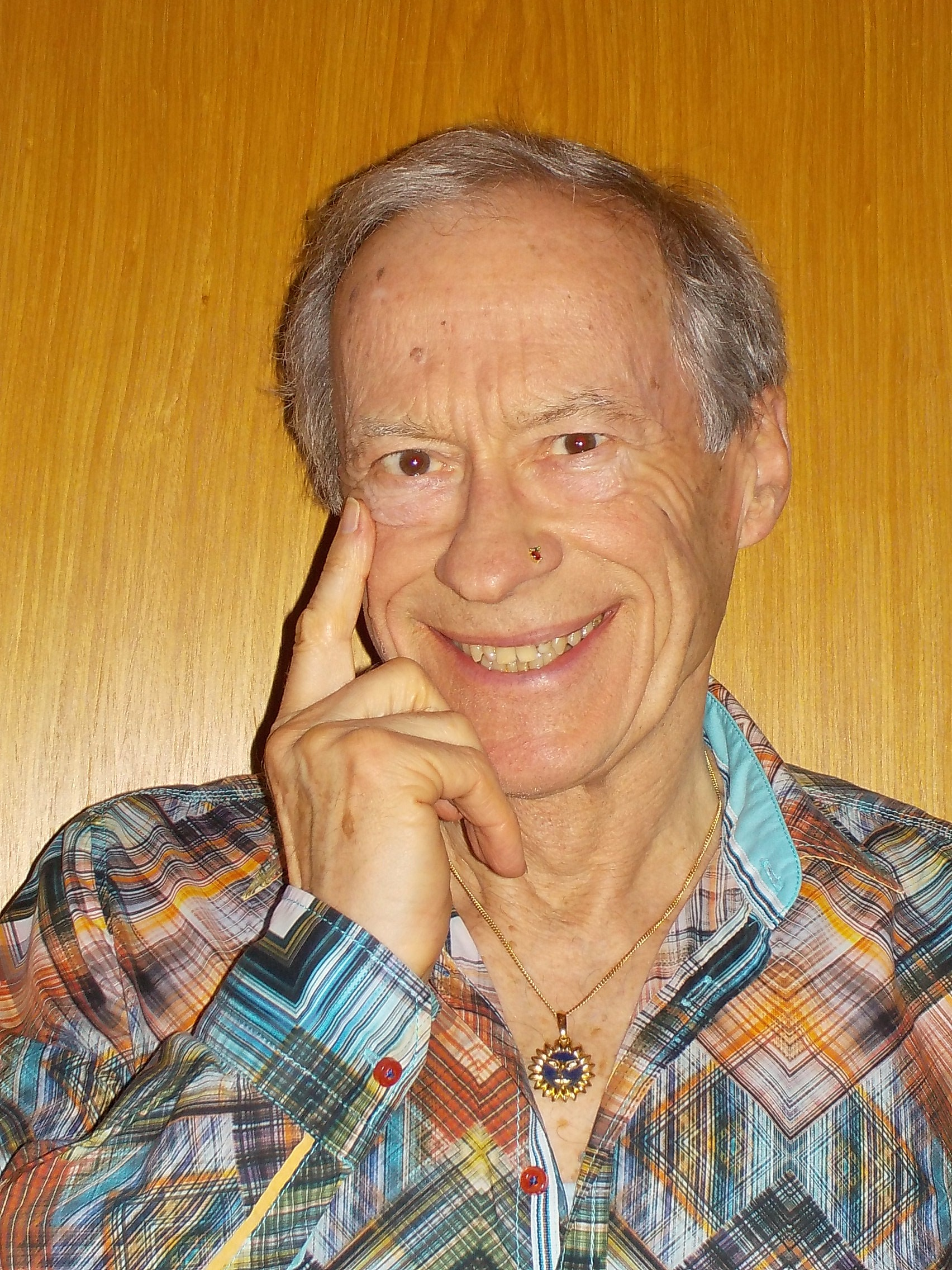
Fritz Zollinger, 2023

Fritz Zollinger (* 4. August 1949 in Basel) ist ein Schweizer Kulturingenieur und Leiter des von ihm gegründeten Zirkus Otelli in Otelfingen.

## Zur Person
Fritz Zollinger, Sohn des ETH-Professors für Chemie Heinrich Zollinger, studierte von 1969 bis 1974 Kulturtechnik an der ETH Zürich. Er arbeitete lange Zeit in leitender Stellung in der Verwaltung des Kantons Zürich im Bereich Landwirtschaft und Umwelt. 2015 wurde er aufgrund seines Engagements als Leiter des Zirkus Otelli zum Ehrenbürger von Otelfingen ernannt. Zollinger ist Autor zahlreicher wissenschaftlichen Publikationen auf dem Fachgebiet Kulturtechnik sowie von Büchern im Umfeld unter anderem des Zirkus. Von 1980 bis 1990 war er Chefredaktor der Schweizerischen Circus-Zeitung Manege. Neben dem Zirkus begeistern ihn die Fliegerei, insbesondere die Swissair-Jumbos, das Drehorgelspiel und anderes mehr. Zollinger ist aktiver Alphornbläser und engagierte sich für Umweltfragen – und als überzeugter Freimaurer – Soziales, Zusammenführen von Menschen und Fachdisziplinen sowie im Leiten und im Motivieren von Teams.

## Kulturtechnische Tätigkeit
Nach dem Studium der Kulturtechnik an der ETH in Zürich assistierte Zollinger bei Herbert Grubinger am Institut für Kulturtechnik. Ein Einsatz für die Food and Agriculture Organisation of the United Nations (Forschungsgesellschaft für vorbeugende Naturgefahren-Prävention) in Nepal sowie die Dissertation an der Versuchsanstalt für Wasserbau, Hydrologie und Glaziologie der ETH folgten. In der Verwaltung des Kantons Zürich leitete er von 1987 bis 1989 die von ihm neu gegründete Fachstelle Bodenschutz. Von 1990 bis 1998 führte er das Meliorations- und Vermessungsamt, wo z. B. das Geografische Informationssystem des Kantons Zürich geschaffen wurde. Zollinger leitete von 2001 bis zu seiner Pensionierung 2014 die Abteilung Landwirtschaft im Amt für Landschaft und Natur in der Baudirektion des Kantons Zürich. Er engagierte sich für die Anliegen einer vorausschauenden Planung und einen pfleglichen Umgang mit der Umwelt auch ausserhalb der Verwaltung so z. B.:
- 1976 bis 2016: Mitarbeit in der internationalen Forschungsgesellschaft INTERPRAEVENT, welche dem vorbeugenden Schutz vor extremen Naturereignissen dient, die interdisziplinäre Forschung fördert und sich hauptsächlich mit den Naturgefahren Hochwasser, Lawinen, Wildbächen und Massenbewegungen beschäftigt.[6]
- 2000 bis 2017: Präsident der Berufsgruppe Umwelt des Schweizerischen Ingenieur- und Architektenvereins SIA
- 2000 bis 2002: Präsident der Schweizerischen Konferenz Kantonaler Meliorationsämter
- 2017: Ehrenmitgliedschaft bei INTERPRAVENT und SIA[7]
- ab 2024 Forschungsprojekt Silser Kugeln

## Zirzensische Tätigkeit
In den fünfziger Jahren organisierte Zollinger zusammen mit seinen Brüdern und Nachbarsbuben seine ersten Zirkus-Inszenierungen. Trotz ihrer Skepsis gegenüber seinen Zirkusträumen und seinem Berufswunsch Zirkusdirektor, ermöglichten seine Eltern, dass er 1968/1969 nach der Matura einen Teil der Tournee des Circus Knie als «Mädchen für alles» mitmachen konnte. Er lernte später autodidaktisch jonglieren, Rola-Rola, Seiltanz, Balancieren u. v. a.
Zollinger faszinieren am Zirkus die Gegensätze zwischen dem Zauber der Manege und der harten Arbeit hinter den Kulissen, zwischen der Präzision der Akrobaten und der Tollpatschigkeit der Clowns, zwischen dem unsteten Leben der Artisten und dem Sesshaften der Zuschauer.

### Zirkus Zolli

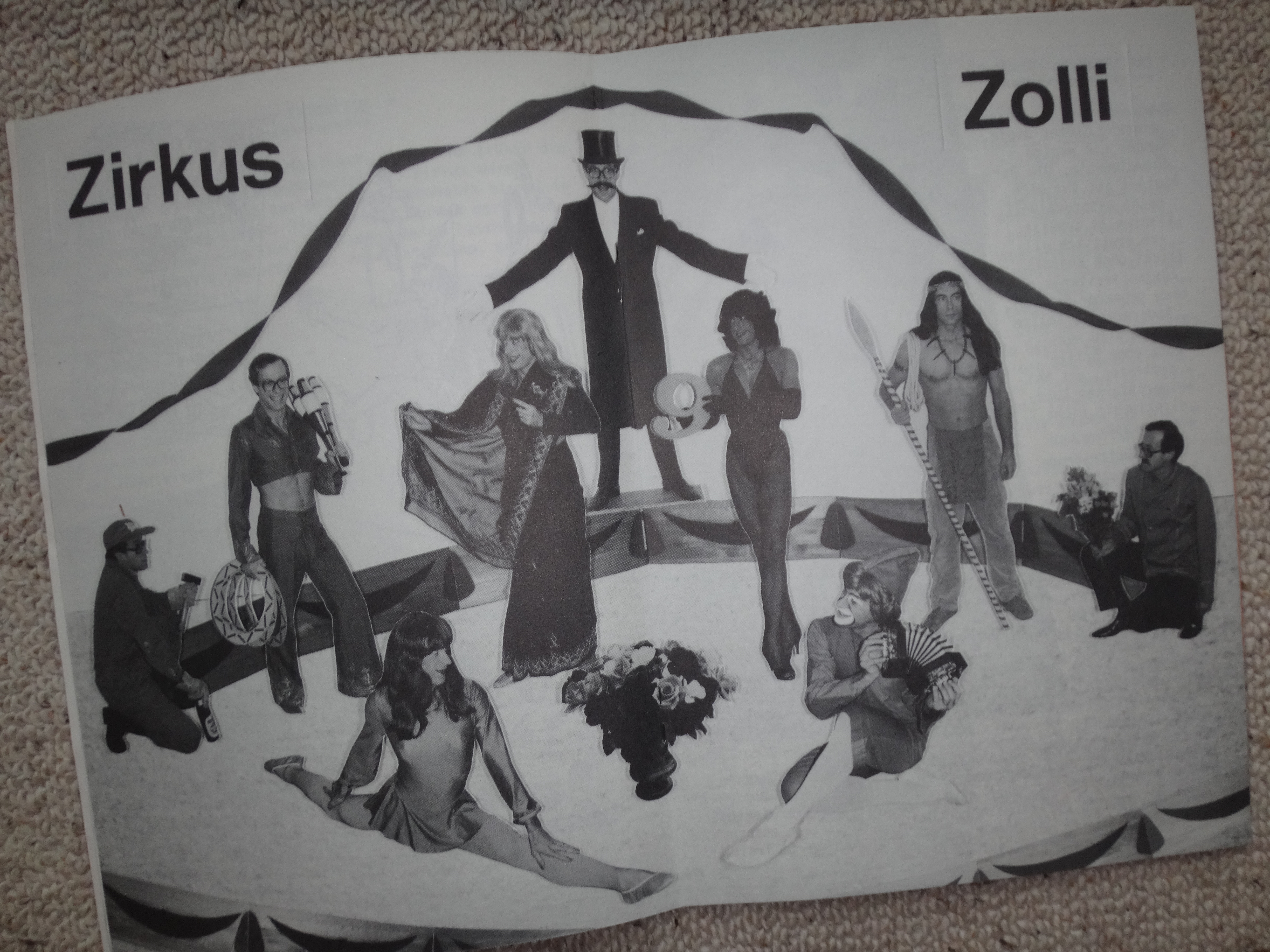
Zirkus Zolli,
1977

Ein Familienfest motivierte Zollinger 1973 zur Zusammenstellung seiner ersten Zirkusnummer und zur Gründung des Einmann-Zirkus Zolli. Später wurden daraus verschiedene Darbietungen und schliesslich ein abendfüllendes Programm. Auftritte an Festen, Hochzeiten, Geburtstagen, in Altersheimen, Schulen und Kindergärten motivierten Zollinger dazu, nicht nur zu unterhalten, sondern auch die Zuschauer einzubeziehen. Schliesslich arbeitete er mit Kindern.

### Zirkus Otelli

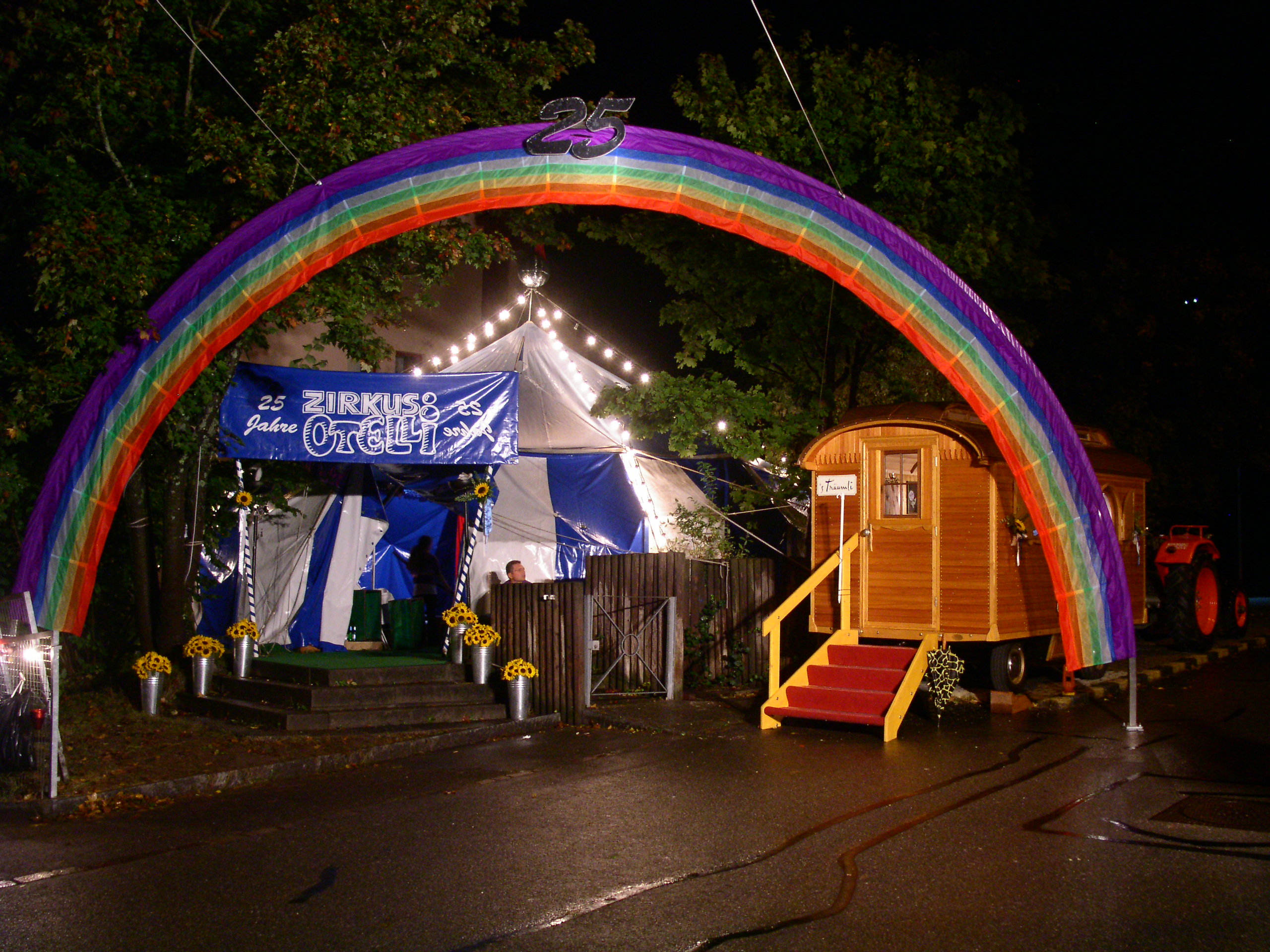
Zirkus Otelli,
2010

Nach einem Zirkusengagement 1985 am Dorffest in Otelfingen gründete Fritz Zollinger 1986 zusammen mit Madeleine Häfele den Jugendzirkus Zirkus Otelli, der in der Gemeinde Otelfingen bis heute jährlich Aufführungen gibt. Beispiele von Medienberichten über Zollinger und den Zirkus Otelli:
- 20 Jahre Zirkus Otelli mit Portrait von Fritz Zollinger, Bopplisser Zytig, Ausgabe 4/2005, Seite 17–19[10]
- Mehr als nur ein Zirkus, Der Jugendzirkus Otelli. Gemeinnützige Gesellschaft des Kanton Zürich, Jahresbericht 2005.[11]
- «Im Otelli zeigten junge Artisten ihr Können» – Der Zirkus aus Otelfingen ging mit seinem Publikum in 80 Tagen um die Welt. Die Manege gehörte den Kindern – und ihrem Direktor Fritz Zollinger. In: Berner Zeitung, 21. September 2009.[12]

2015 inszenierte Zollinger als Autor zusammen mit Hannes Diggelmann als Komponist das Circusical Das gaht nöd: Das git’s nöd, das neben dem Zirkus Otelli auch im Circus Monti aufgeführt wurde.

## Publikationen
Zollinger war und ist publizistisch aktiv. So war er 1980 – 1990 Chefredaktor der Schweizer Circus-Zeitung *manege* und 1976 – 1987 Fachredaktor der Zeitschrift «Vermessung, Photogrammetrie und Kulturtechnik». In diesen Funktionen und später verfasste er über 30 wissenschaftliche Fachpublikationen und dutzende Artikel über die Welt des Zirkus.

### Wissenschaftlichen Publikationen im Fachgebiet Kulturtechnik
Beispiele:
- Ausbringen von Gülle und Mist im Winter. In: Zürcher Bauer, Dezember 2011.
- Drainagen: Unterhalt bis in alle Ewigkeit? In: Geomatik Schweiz, Dezember 2006. doi:10.5169/seals-236373
- Interpraevent – und was dahinter steckt. In: Vermessung, Kulturtechnik, Photogrammetrie, Ausgabe September 2002, Seiten 594/595.
- Ist das Wildschwein ein Bio-Indikator für eine ökologische Umwelt? – Das Wildschwein erobert die Schweiz zurück. In: UmweltPraxis, Juni 2000.
- Die Vorgänge in einem Geschiebeablagerungsplatz: ihre Morphologie und die Möglichkeiten einer Steuerung. Abhandlung zur Erlangung des Titels eines Doktors der technischen Wissenschaften der ETH Zürich, 1983.

### Publikationen im Umfeld Zirkus und anderes
Beispiele:
- Fritz Zollinger: Gasser (SH). In: Historisches Lexikon der Schweiz. (Artikel über Artisten- und Zirkusfamilie von Hallau)
- Das Phantom vom Zirkus. Zolli-Verlag 1998, ISBN 3-9521634-1-4.
- Saunettes, borstiges, interessantes, erstaunliches und unbekanntes Wildschwein. Zolli-Verlag, 1997, ISBN 3-9521634-0-6.
- Fachwörter ABC zum Thema Circus. Verlag CVA, 1988[13]
- Bye-bye Boeing 747 – Tschüss Jumbo: Rückblick auf 30 Jahre Swissair-Jumbos. Fritz Zollinger zusammen mit Doris Heusser. Zolli-Verlag 2001, ISBN 3-9521634-2-2.
- Vom Einmaster zum Keinmaster  -  200 Jahre Circus-Chapiteau. Fitz Zollinger. Deutsche Circus-Zeitung 2019 Nr. 4 – 6.

## Siehe auch

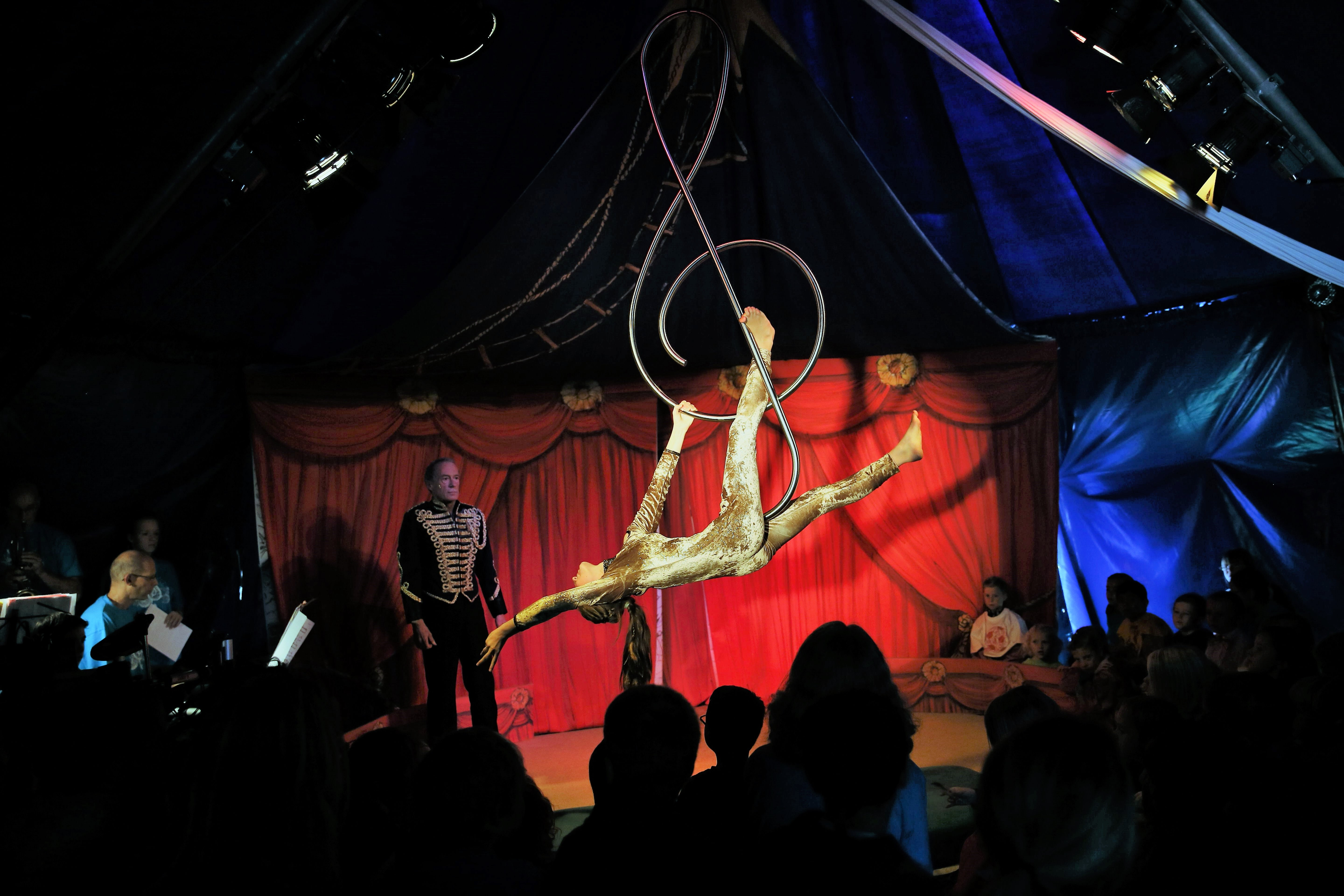
Mit der Kombination von Notenschlüssel und Zirkusakrobatik wird symbolhaft der Begriff «Zirkusmusical» veranschaulicht als Mischung von Zirkus und Musical, von Fritz Zollinger Circusical genannt.